# Försvunnen på Halloween
Försvunnen på Halloween (danska: Forsvundet til Halloween), även benämnd S(p)ökarna – Thrillerkvällen, är en dansk äventyrsfilm/familjefilm från 2021. Filmen hade dansk biopremiär den 7 oktober 2021. Filmen är regisserad av Philip Th. Pedersen, från ett manus skrivet av Pelle Møller. Den är den första halloweeninspirerade film som har gjorts i Danmark. År 2022 blev den dessutom nominerad till ett Robertpris i kategorin Årets barn- och ungdomsfilm.

## Handling
Filmen handlar om de två syskonen Asger och Petra, samt deras granne och bästa vän Esther, som tillsammans är ute för att fira halloween. Petra försvinner sedan spårlöst och stöter på två stycken inbrottstjuvar, som är på jakt efter att tömma ett nytt hus i staden. Samtidigt bestämmer sig Asger och Esther för att bege sig ut och leta efter Petra, så att alla tre återigen kan komma hem i säkerhet.

## Rollista (i urval)
| Roll            | Skådespelare          | Svensk röst      |
| --------------- | --------------------- | ---------------- |
| Petra Lindqvist | Hannah Glem Zeuthen   | Tuva Skarby      |
| Asger Lindqvist | Storm Exner Fjæstad   | Stig Zamolo      |
| Esther          | Katinka Evers-Jahnsen | Atina Simonovic  |
| Sven (Svend)    | Max Kaysen Høyrup     | Vilgot Rasmussen |
| Tjuv            |                       | Nicklas Berglund |
| Tjuv            | Michael Regenholz     |                  |

- Övriga svenska röster – My Holmsten, Edith Eidem, Frank Broberg Malm, John Alexander Eriksson, Sanna Martin, Valdemar Molino Sanchez, Orlando Wahlsteen, Katja Levander, Thérèse Andersson Lewis, Mila Pizarro Andersson, Robin Hesselstad, Daniel Sjöberg, Esther Lejdemyr, Lilly Källstrand Holmgren och Lilly Thureson
- Översättare – Mikael Roupé
- Regissör – Pelle Anderson
- Kreativ ledning – Michael Rudolph
- Dubbningsstudio – Iyuno–SDI Group[3]